# You'll Never See...
You'll Never See... drugi je studijski album švedskog death metal-sastava Grave. Diskografska kuća Century Media Records objavila ga je 1. svibnja 1992.

## Pozadina
Prije snimanja albuma sastav je napustio basist Jonas Torndal. You'll Never See... je prvi Graveov album na kojem je Jörgen Sandström svirao bas-gitaru. Kao i prethodni album, i ovaj je snimljen u studiju Sunlight u Stockholmu a producirao ga je Tomas Skogsberg.
Godine 2000. album ponovno je objavljen s pjesmama iz EP ...and Here I Die... Satisfied.

## Popis pjesama
| 1.    | »You'll Never See«  | 5:09 |
| 2.    | »Now and Forever«   | 4:18 |
| 3.    | »Morbid Way to Die« | 4:46 |
| 4.    | »Obsessed«          | 3:50 |
| 5.    | »Grief«             | 4:53 |
| 6.    | »Severing Flesh«    | 5:15 |
| 7.    | »Brutally Deceased« | 3:59 |
| 8.    | »Christi(ns)anity«  | 4:46 |
| 36:56 |                     |      |

| Bonus pjesme na reizdanju iz 2000. | Bonus pjesme na reizdanju iz 2000. | Bonus pjesme na reizdanju iz 2000. | Bonus pjesme na reizdanju iz 2000. | Bonus pjesme na reizdanju iz 2000. | Bonus pjesme na reizdanju iz 2000. | Bonus pjesme na reizdanju iz 2000. | Bonus pjesme na reizdanju iz 2000. | Bonus pjesme na reizdanju iz 2000. | Bonus pjesme na reizdanju iz 2000. |
| Br.                                | Skladba                            | Trajanje                           |                                    |                                    |                                    |                                    |                                    |                                    |                                    |
| ---------------------------------- | ---------------------------------- | ---------------------------------- | ---------------------------------- | ---------------------------------- | ---------------------------------- | ---------------------------------- | ---------------------------------- | ---------------------------------- | ---------------------------------- |
| 9.                                 | »And Here I Die...«                | 4:09                               |                                    |                                    |                                    |                                    |                                    |                                    |                                    |
| 10.                                | »I Need You«                       | 4:31                               |                                    |                                    |                                    |                                    |                                    |                                    |                                    |
| 11.                                | »Black Dawn«                       | 3:27                               |                                    |                                    |                                    |                                    |                                    |                                    |                                    |
| 49:03                              |                                    |                                    |                                    |                                    |                                    |                                    |                                    |                                    |                                    |

## Zasluge
| Grave - Ola Lindgren – solo-gitara, prateći vokal - Jörgen Sandström – ritam gitara, vokal, bas-gitara - Jensa Paulsson – bubnjevi, klavijature | Ostalo osoblje - Thomas Skogsberg – snimanje, miks, produkcija - Claus C. Plitz – umjetnički smjer - R. Kampf – izvršna produkcija - Axel – grafički dizajn |